# Креслиньш, Карлис
Ка́рлис Кре́слиньш (латыш. Kārlis Krēsliņš) — советский и латвийский офицер, военный и политический деятель Латвии, бригадный генерал Латвии, ректор и профессор национальной академии обороны Латвии (с 14 мая 2004 по 12 апреля 2005), хабилитированный доктор инженерных наук, начальник штаба НВС Латвии. Президент Федерации стрельбы Латвии. Председатель редакционной коллегии латвийского журнала «Военное обозрение» (латыш. «Militārais Apskats»). Депутат Сейма Латвии 11 и 12 созывов от объединения «Всё для Латвии!» — «Отечеству и свободе/ДННЛ». Весной 2014 года сдал депутатский мандат и вышел из состава Сейма.
Руководил Научно-исследовательским центром НВС Латвии, где участвовал в создании концепции национальной безопасности Латвии.

## Биография
Родился 13 апреля 1945 года в Аннинской волости Валкского уезда ЛССР, СССР (ныне Алуксненский край, Латвия). Отец — Антон Креслиньш, мать — Зелма Креслиня (дев. Сталажа). По национальности латыш. 25 марта 1949 года семья была депортирована в Сибирь (Тигдский район, Амурской области). В феврале 1956 года семья вернулась обратно в Латвию (г. Гулбене).
В 1966 году окончил Рижское высшее военное авиационное инженерное училище имени Якова Алксниса, а в 1974 году Военно-воздушную инженерную академию имени Н. Е. Жуковского. Оба заведения с золотой медалью.
Служил в авиаполку Северного флота, преподавал в Военно-воздушной инженерной академии имени Н. Е. Жуковского. Всего за службу в Советской армии написал 84 книги и научных труда. Службу в Вооруженных силах СССР окончил в звании полковника.
После распада СССР вернулся в Латвию. Занимал должности замначальника штаба НВС Латвии, начальника департамента стратегического планирования и политики НВС, начальника объединённого штаба НВС, ректора Национальной академии обороны Латвии.

## Общественная деятельность
- президент Латвийской федерации стрельбы (латыш. Latvijas Šaušanas federācija)
- президент Латвийской ассоциации Центра Джорджа Маршалла (латыш. Džordža Maršala centra Latvijas biedrība)
- почетный президент Латвийской ассоциации сил обороны (латыш. Latvijas Aizsardzības spēku apvienība)
- член правления Латвийского клуба генералов (латыш. Latvijas Ģenerāļu klubs)
- член Латвийской ассоциации офицеров запаса (латыш. Latvijas rezerves virsnieku asociācija)

## Звания и награды

### Награды
Награды Латвии
- Орден Виестура 2-й степени;
- Почётная грамота начальника штаба Национальных Вооружённых Сил Латвии (НВС Латвии);
- Почётная грамота командующего НВС Латвии;
- Почётная грамота Министерства обороны Латвии;
- Почетный знак латвийского Фонда обороны «Лачплесис» (латыш. "Lāčplēsis");
- Знак отличия Международного военного совета;
- Почетный крест 3 степени Ассоциации офицеров запаса Латвии;
- Почетный знак «Знак признания» Национального объединения обороны Латвии;
- Почетный знак «За заслуги» 2 степени главкома ВВС Латвии;
- Почетный знак «За заслуги» 1 степени главкома ВМС Латвии;
- Почетный знак «За преданность военной службе» командующего НВС Латвии;
- Почетный знак «За заслуги» 1 степени командующего НВС Латвии;
- Почетный знак «За вклад в развитие Вооруженных Сил» министра обороны Латвии.

Награды СССР
- нагрудный знак «Почётный радист», и др.

## Публикации
- Krēsliņš K. Latvijas Republikas militārā stratēģija. // Militārais Apskats. — Nr.1 (2006), 7.-16. lpp. ISSN 14071746
- Krēsliņš K. Nacionālo bruņoto spēku vieta Latvijas drošības sistēmā. // Tēvijas Sargs. — Nr.8 (2006, augusts). ISSN 14075040
- Krēsliņš K. Kolektīvā drošība un aizsardzība NATO. // Militārais Apskats" — Nr.1 (2004), 3.-14. lpp.; Nr.2 (2004), 3.-12. lpp.
- Krēsliņš K. Militārā izglītība un zinātne. // Tēvijas Sargs". — Nr.9 (2005, sept.), 8.-9. lpp.
- Krēsliņš K. NBS karavīru dienesta motivācijas analīze un personāla komplektēšanas stratēģijas izstrāde. // Militārais Apskats". — Nr.1 (2007), 42.-47. lpp.
- Krēsliņš K. Personālsastāva komplektējuma uzlabošana Nacionālajos bruņotajos spēkos. // Militārais Apskats". — Nr.3 (2007), 51.-59. lpp.
- Krēsliņš K. Kompleksā nākotne. // Militārais Apskats. — Nr.3/4 (2008), 2.-10. lpp.
- Krēsliņš K. Konflikts Gruzijā: kas ir labi, un kas ir slikti? // Militārais Apskats". — Nr.3/4 (2008), 11.-16. lpp.
- Krēsliņš K. Kā plānot Nacionālo bruņoto spēku attīstību? // Militārais Apskats". — Nr.3/4 (2008), 17.-20. lpp.
- Krēsliņš K. Baltijas militārā alianse: par un pret. // Militārais Apskats". — Nr.1 (1997), 19.-23. lpp.
- Krēsliņš K., Skrastiņš I. Latvijas NBS apbruņojuma ilglaicīgās programmas izstrāde. // Militārais Apskats, 1996., Nr.2 (104)., 34.-45. lpp.
- Krēsliņš K. Totālās aizsardzības sistēmas konceptuālie pamati un izveidošanas principi. 1. daļa — NAA AZC: Rīga, 1996. 193 lpp.
- Krēsliņš K. Totālās aizsardzības sistēmas konceptuālie pamati un izveidošanas principi. 2. daļa — NAA AZC: Rīga, 1997. 161 lpp.
- Krēsliņš K. Totālās aizsardzības sistēmas konceptuālie pamati un izveidošanas principi. 3. daļa — NAA AZC: Rīga, 1998. 269 lpp.